# Louisville (Belice)
Louisville es una población en el distrito de Corozal en Belice.  Conforme al censo del año 2000, Louisville tenía una población de 655 personas.
Existen una serie de montículos artificiales que contienen los yacimientos de una vieja ciudad maya precolombina que no ha sido restaurada significativamente. El sitio parece haber sido ocupado desde el periodo preclásico aproximadamente desde el año 400 a. C. hasta cerca del 950 d. C. 
Las excavaciones realizadas en el lugar por el Dr. Thomas Gann a mediados de los años 1930s, mostraron varias policromías en estuco representando cabezas de dignatarios mayas.
Una gran parte del material arqueológico del yacimiento fue demolido y reutilizado para construcciones de tipo civil, incluyendo carreteras. Se han desarrollado otras investigaciones más recientes en el año 2000.